# شال-لا-مونتانی
شال-لا-مونتانی (به فرانسوی: Challes-la-Montagne) یک کمون در فرانسه است که در canton of Poncin واقع شده‌است.

## خصوصیات
شال-لا-مونتانی ۷٫۶۵ کیلومترمربع مساحت و ۱۸۶ نفر جمعیت دارد و ۴۸۰ متر بالاتر از سطح دریا واقع شده‌است.